# Acaena buchananii
Acaena buchananii es una especie de planta del género Acaena, perteneciente a la familia Rosaceae.

## Taxonomía
Acaena buchananii fue descrita por Hook. fil. en 1864.

## Distribución
Se encuentra en el territorio sur de Nueva Zelanda.